# Trio Irakitan
O Trio Irakitan foi um conjunto vocal e instrumental brasileiro criado em 1950, por Edison Reis de França, o Edinho; Paulo Gilvan Duarte Bezerril e João Manoel de Araújo Costa Netto, o Joãozinho.
O nome inicial era "Trio Muirakitan", escolhido por Luís da Câmara Cascudo, cujo significado em tupi-guarani é “pedra verde", em forma de sapo, muito encontrada nos rios da Amazônia. Como já havia um trio com o mesmo nome, Câmara Cascudo rebatizou o grupo com o neologismo Irakitan, que, segundo Paulo Gilvan, significa “mel verde", ou, numa linguagem poética, "doce esperança".
Em 1965, Edinho cometeu suicídio, logo após matar a namorada. Diante da tragédia, os outros integrantes suspenderam as atividades musicais.
Dois anos depois, Antônio Santos Cunha, o Tony, foi convidado para ingressar no trio. Tony, que era maestro, estreou no Irakitan com o disco "A volta", lançado em 1967, pela Odeon, em que interpretaram boleros como "Ébrio de amor" e "Malagueña". Em, 1968 gravaram um compacto duplo com as canções "Quando saí de Cuba", "Embolada da mentira", "Vida bacana" e "Pega a voga cabeludo", esta última, composição do tropicalista Gilberto Gil. Tony gravou e viajou com trio pelos anos seguintes, sendo responsável por todos os arranjos do disco "Eternamente", gravado pela RCA em 1976.
Na década de 1980, retornaram com nova formação: Paulo Gilvan, Joãozinho e Edil.
Em 1992, Joãozinho ficou em coma após uma cirurgia, sendo substituído por Edilson Andrade, irmão de Edil.
O grupo manteve-se em atividade nos anos 2000. 
Na década de 2010, teve como formação: Josias, Edilson Andrade e Tony.

## Discografia
- (2003) Trio Irakitan • EMI Music • CD
- (2001) Série Quatro em um - Trio Irakitan/Trio Nagô/Trio de Ouro/Tamba Trio • BMG/RCA • CD
- (2001) Trio Irakitan - Para sempre • EMI Music • CD
- (2000) Explode coração • Gema • CD
- (1997) Meus momentos - Trio Irakitan - volume 2 • EMI Music • CD
- (1994) Meus momentos • EMI-Odeon • CD
- (1993) Trio Irakitan - De coração a coração • RCA • LP
- (1990) Trio Irakitan-20 boleros inesquecíveis • Som Livre • LP
- (1989) Interamericana Seguros - Ritmos interamericanos en castellano • CBS • LP
- (1988) Antologia do bolero • EMI/Odeon • LP
- (1987) Trio Irakitan - Músicas que arrepiam • Polydisc • LP
- (1985) Trio Irakitan - Quantos momentos bonitos • Barclay • LP
- (1984) Trio Irakitan - Você é muito mais... • Barclay • LP
- (1983) Trio Irakitan - Sempre romântico • GEMINI • LP
- (1976) Trio Irakitan - Eternamente • RCA CAMDEN • LP
- (1975) Trio Irakitan - Os sucessos que gostamos de cantar • Continental • LP
- (1975) Trio Irakitan - 25 anos de sucessos • Odeon/Coronado • LP
- (1974) Carimbo - O balanço da selva - Trio Irakitan • Continental • LP
- (1974) O Trio IRAKITAN e AS GATAS - Carnaval Potiguar • Compacto Duplo
- (1970) Trio Irakitan - Sempre o bolero • Odeon • LP
- (1970) Trio Irakitan - Sempre o bolero • Odeon • LP
- (1969) Trio Irakitan - Canta sucessos • Odeon • LP
- (1969) Trio Irakitan canta o sucesso • Odeon • LP
- (1969) Canções para crianças de 6 a 60! - Trio Irakitan • Imperial • LP
- (1968) Tira teima - Trio Irakitan • Odeon • LP
- (1968) Trio Irakitan • Odeon • LP
- (1968) Nuestros boleros - Trio Irakitan en castellano • Odeon • LP
- (1968) Trio Irakitan - Quando sai de Cuba/Embolada da mentira/Vida bacana/Pega a voga cabeludo • Odeon • Compacto Duplo
- (1967) A volta - Trio Irakitan • Odeon • LP
- (1967) Ébrio de amor/Malagueña - Trio Irakitan • Odeon • Compacto simples
- (1965) 10 anos de sucessos do Trio Irakitan • ODEON • LP
- (1965) Nat King Cole - A meus amigos • Capitol • LP
- (1965) La cosecha de mujeres/La cumbia cienaguera - Trio Irakitan • Odeon • Compacto simples
- (1964) A bossa que gostamos de cantar - Trio Irakitan • Odeon • LP
- (1964) Boleros e vozes que agradam milhões - Trio Irakitan • Odeon • LP
- (1964) Trio Irakitan - Perfídia/Marimba/Até amanhã/Helena vem me buscar • Odeon • Compacto Duplo
- (1963) Lá, muito além/Tômbola • Odeon • 78
- (1963) Trio Irakitan • Odeon • LP
- (1963) Mais uma vez boleros - Trio Irakitan • Odeon • LP
- (1963) Trio Irakitan - Balansamba/Camaradinho/Riacho da encruzilhada/Tão só • Odeon • Compacto Duplo
- (1962) Perfídia/Neurastênico • Odeon • 78
- (1962) Pitota/E a vida continua • Odeon • 78
- (1962) Cuando calienta el sol/Sambatucamba • Odeon • 78
- (1962) Trio Irakitan - Cuando calienta el sol/Porque, assim/Sambatucamba/Nêga distância • Odeon • Compacto Duplo
- (1961) Gregório Barrios & Trio Irakitan • Odeon • LP
- (1961) Não deixe a peteca cair/Good-good • Odeon • 78
- (1961) Mais sambas que gostamos de cantar - Trio Irakitan • Odeon • LP
- (1961) Outros boleros que gostamos de cantar - Trio Irakitan • Odeon • LP
- (1961) Nós gostamos de cantar sambas - Trio Irakitan • Odeon • LP
- (1961) Trio Irakitan - Nossa casa de chá, chá, chá • Odeon • LP
- (1960) Paz em nosso lar/Dona baratinha • Odeon • 78
- (1960) Pra lá de bom/O matador • Odeon • 78
- (1960) Sempre alerta - Trio Irakitan • Odeon • LP
- (1959) La barca/Sete notas de amor • Odeon • 78
- (1959) Ai Diana/Idéias erradas • Odeon • 78
- (1959) A Lapa hoje em dia/Señorita Luna • Odeon • 78
- (1959) Aqueles olhos verdes/Canção da aeromoça • Odeon • 78
- (1959) Outros sambas que gostamos de cantar - Trio Irakitan • Odeon • LP
- (1959) Os boleros que gostamos de cantar - Trio Irakitan • Odeon • LP
- (1958) De perna bamba/Apaixonada • Odeon • 78
- (1958) Cachito/Eu vim morar no Rio • Odeon • 78
- (1958) Brincando de amor/Pra que reviver • Odeon • 78
- (1958) Os brasileiros na Europa -Trio Irakitan, Sivuca, Abel Ferreira, Pernambuco, Dimas e Guio de Moraes • Odeon • LP
- (1957) Hino ao músico/Casa mi fia • Odeon • 78
- (1957) Bá/Vida, vida • Odeon • 78
- (1957) Os sambas que gostamos de cantar - Trio Irakitan • Odeon • LP
- (1957) As vozes e o ritmo do Trio Irakitan • Odeon • LP
- (1956) Assim é o meu Rio/Siga • Odeon • 78
- (1956) Dorme mamãe/A bela de Itapoan • Odeon • 78
- (1956) La Rodriguez/Andorinha preta • Odeon • 78
- (1956) Lendas e pregões do Brasil • Odeon • LP
- (1955) Segredo/Te sigo esperando • Odeon • 78
- (1955) Ave-Maria no morro/Os quindins de iaiá • Odeon • 78
- (1955) Samba fantástico • Odeon • 78
- (1955) Feliz Natal...Boas Festas/O Natal chegou • Odeon • 78
- (1954) Contigo na distância/Sina de cangaceiro • Odeon • 78
- (1954) Sinceridade/Sodade doida • Odeon • 78
- (1954) Três vozes que encantam-Trio Irakitan • Odeon • LP